# Windyhill

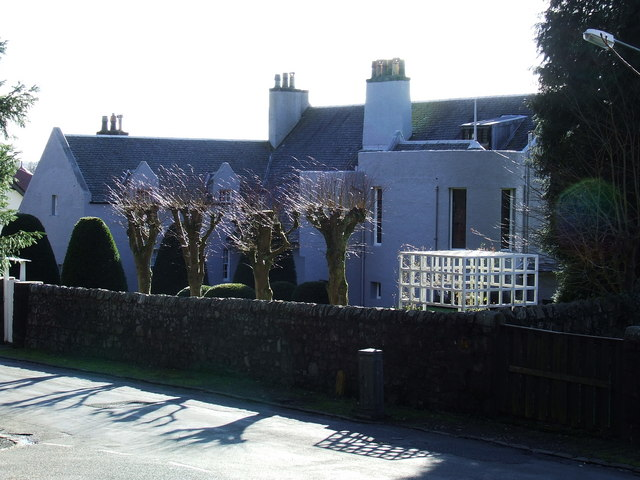
Windyhill

Windyhill ist eine Villa in der schottischen Stadt Kilmacolm in Inverclyde. 1971 wurde das Bauwerk in die schottischen Denkmallisten in der höchsten Kategorie A aufgenommen.

## Beschreibung
Die zweistöckige Villa liegt auf einem flachen Hügel an der Rowantreehill Street in Kilmacolm. Bauherr war William Davidson, der den renommierten Architekten Charles Rennie Mackintosh mit der Planung betraute. Neben dem Hill House in Helensburgh zählt Windyhill zu Mackintoshs bedeutendsten Villen. Die 1899 begonnene Bauphase wurde im Jahre 1901 abgeschlossen. Als sich die Familie Blackie 1902 auf der Suche nach einem Architekten für ihr Hill House an Mackintosh wandte und nach Beispielen seiner Arbeit fragte, wies er ihnen Windyhill als Referenz, woraufhin er den Planungsauftrag erhielt. Um den Charakter der Familie in seinen Entwurf einfließen lassen zu können, verbrachte Mackintosh vor Planungsbeginn ein Wochenende bei den Blackies.
Windyhill kann nicht eindeutig einer architektonischen Stilrichtung zugeschrieben werden. Vielmehr vereint es Elemente verschiedener Strömung, darunter die Arts-and-Crafts-Bewegung. Bewusst wird mit der traditionellen Villen- und Herrenhausarchitektur gebrochen. So wurde auf die üblichen polierten Stürze und Faschen zugunsten eines vollständigen Harlverputzes verzichtet. Dies entspricht der typischen Gestaltung einfacher Cottages oder Bauernhäusern. Die Fassaden sind in Grautönen gehalten und die steilen Satteldächer mit Schieferschindeln eingedeckt. Heraus sticht das abgerundete Treppenhaus an der Nordostseite, welches sich nur schwer in die Gebäudeharmonie einfügt. Auffällig sind auch die großen Variationen bezüglich Größe und Form der zahlreichen Fenster entlang der verschiedenen Flügel.